# Hannah Taylor
Hannah Fay Taylor (Charlottetown, 30 de abril de 1998) es una deportista canadiense que compite en lucha libre. En los Juegos Panamericanos de 2023 obtuvo una medalla de plata en la categoría de 57 kg.

## Palmarés internacional
| Juegos Panamericanos | Juegos Panamericanos | Juegos Panamericanos | Juegos Panamericanos |
| Año                  | Lugar                | Medalla              | Categoría            |
| -------------------- | -------------------- | -------------------- | -------------------- |
| 2023                 | Santiago (Chile)     | Medalla de plata     | 57 kg                |